# Brahim Merad
Brahim Merad, né le 22 août 1953 à Batna, est un homme politique algérien. Il est ministre de l'Intérieur, des Collectivités locales et de l'Aménagement du territoire de l'Algérie depuis le 9 septembre 2022.

## Biographie

### Formation
Il est diplômé de l’École nationale d’administration d'Alger.

### Carrière politique
Il est wali dans les wilayas de Tindouf, Béchar, Oum El Bouaghi, Annaba, Aïn Defla, Tiaret, Boumerdès, Médéa, Tizi-Ouzou.
Le 21 mai 2021, le président de la République, Abdelmadjid Tebboune, le nomme  médiateur de la République. Il remplace Karim Younès.
Le 9 septembre 2022, il est nommé au poste de ministre de l'Intérieur, des Collectivités locales et de l'Aménagement du territoire de l'Algérie du gouvernement d’Aïmene Benabderrahmane. Il remplace  Kamel Beldjoud.
Le 5 août 2024, dans le cadre de l'élection présidentielle algérienne de 2024, il est désigné directeur de la campagne électorale d'Abdelmadjid Tebboune, sans que soit précisé s'il reste dans ses fonctions de ministre de l'Intérieur. Le 13 août, le secrétaire général du ministère de l'Intérieur, Laarbi Merzoug, est chargé de l'intérim jusqu'au 4 septembre.

### Vie privée
Il est marié et père de cinq enfants.